# Zes liederen opus 8 (Schönberg)
Arnold Schönberg componeerde zijn Zes liederen opus 8 voor zangstem en orkest grotendeels in Wenen in 1904. Schönberg borduurt hier voort op de tradities van Richard Wagner en schreef superromantische melodielijnen en begeleiding.

## Liederen
1. Natur; gebaseerd op het gedicht van Heinrich Hart (1855-1906) is voltooid op 7 maart 1904;
2. Das Wappenschild; uit Des Knaben Wunderhorn is voltooid op 4 april 1904 en later op 9 mei 1904 nog bewerkt;
3. Sehnsucht; uit Des Knaben Wunderhorn, is voltooid op 7 april 1904 en is het kortste lied;
4. Nie ward ich, Herrin, müd; gebaseerd op een tekst van Francesco Petrarca is voltooid op 3 juli 1904; (vertaling de:Karl August Föster );
5. Voll jener Süsse… ; ook van Petrarca, is voltooid in november 1904
6. Wenn Vöglein klagen…; is voltooid op 7 maart 1904.

Van het laatste lied is een onvoltooide schets uit 1903 gevonden. De instrumentatie van de liederen verschilt van deel tot deel; dan weer groot orkest en dan weer een kamerorkest zoals in lied Das Wappenschild.
Er bestaan een aantal versies van deze compositie; de versie uit 1908 werd uiteindelijk uitgegeven. De première werd gegeven onder leiding van Alexander von Zemlinsky met een tenor als zangstem.

## Bron en discografie
- Uitgave Naxos; Jennifer Welch-Babidge, sopraan; Philharmonia Orchestra o.l.v. Robert Craft.